# Geir Frigård
Geir Frigård (ur. 3 listopada 1970 w Vormsundzie) – piłkarz norweski grający na pozycji napastnika. W reprezentacji Norwegii rozegrał 5 meczów i strzelił 1 gola.

## Kariera klubowa
Karierę piłkarską Frigård rozpoczynał w amatorskich klubach Funnefoss/Vormsund i Løvenstad FK. W 1989 roku został piłkarzem klubu Lillestrøm SK. W tamtym roku zadebiutował w jego barwach w pierwszej lidze norweskiej, a następnie wywalczył mistrzostwo Norwegii. W 1993 roku odszedł do Kongsvingeru IL, w którym występował przez dwa lata. W 1995 roku wrócił do Lillestrøm SK. W 1996 roku został z Lillestrøm wicemistrzem kraju.
Latem 1997 roku Frigård przeszedł z Lillestrøm do austriackiego LASK Linz. W sezonie 1997/1998 strzelił 23 gole w barwach LASK i wywalczył tytuł króla strzelców austriackiej Bundesligi.
W 1998 roku Frigård odszedł do niemieckiego drugoligowca, Tennis Borussii Berlin. W 1999 roku ponownie zmienił klub i przeszedł do francuskiego CS Sedan. W sezonie 2000/2001 ponownie występował w LASK Linz, a w 2001 roku został piłkarzem belgijskiego Lierse SK. W Lierse grał do końca 2003 roku.
W 2004 roku Frigård wrócił do Norwegii. Został wówczas graczem klubu Hamarkameratene. Po 2 latach gry w nim odszedł do trzecioligowego Eidsvold Turn. W 2007 roku jako gracz tego zespołu zakończył karierę.
| Sezon   | Klub                   | Kraj     | Rozgrywki     | Mecze | Bramki |
| ------- | ---------------------- | -------- | ------------- | ----- | ------ |
| 1989    | Lillestrøm SK          | Norwegia | Tippeligaen   | 1     | 0      |
| 1990    | Lillestrøm SK          | Norwegia | Tippeligaen   | 10    | 5      |
| 1991    | Lillestrøm SK          | Norwegia | Tippeligaen   | 14    | 2      |
| 1992    | Lillestrøm SK          | Norwegia | Tippeligaen   | 6     | 2      |
| 1993    | Kongsvinger IL         | Norwegia | Tippeligaen   | 22    | 12     |
| 1994    | Kongsvinger IL         | Norwegia | Tippeligaen   | 22    | 10     |
| 1995    | Lillestrøm SK          | Norwegia | Tippeligaen   | 23    | 7      |
| 1996    | Lillestrøm SK          | Norwegia | Tippeligaen   | 20    | 15     |
| 1997    | Lillestrøm SK          | Norwegia | Tippeligaen   | 17    | 0      |
| 1997/98 | LASK Linz              | Austria  | Bundesliga    | 27    | 23     |
| 1998/99 | Tennis Borussia Berlin | Niemcy   | 2. Bundesliga | 14    | 5      |
| 1999/00 | CS Sedan               | Francja  | Ligue 1       | 13    | 1      |
| 2000/01 | LASK Linz              | Austria  | Bundesliga    | 33    | 15     |
| 2001/02 | Lierse SK              | Belgia   | Eerste Klasse | 25    | 6      |
| 2002/03 | Lierse SK              | Belgia   | Eerste Klasse | 18    | 3      |
| 2003/04 | Lierse SK              | Belgia   | Eerste Klasse | 13    | 1      |
| 2004    | Hamarkameratene        | Norwegia | Tippeligaen   | 25    | 9      |
| 2005    | Hamarkameratene        | Norwegia | Tippeligaen   | 19    | 1      |
| 2006    | Eidsvold Turn          | Norwegia | III. liga     | 11    | 7      |
| 2007    | Eidsvold Turn          | Norwegia | III. liga     | 6     | 5      |

## Kariera reprezentacyjna
W reprezentacji Norwegii Frigård zadebiutował 15 stycznia 1994 roku w przegranym 1:2 towarzyskim spotkaniu ze Stanami Zjednoczonymi. W kadrze narodowej grał jedynie w 1994 roku. Rozegrał w niej 5 meczów i strzelił 1 gola, 7 września 1994, w meczu eliminacyjnym do Euro 96 z Białorusią (1:0).
| Mecze i gole w reprezentacji | Mecze i gole w reprezentacji | Mecze i gole w reprezentacji | Mecze i gole w reprezentacji | Mecze i gole w reprezentacji | Mecze i gole w reprezentacji | Mecze i gole w reprezentacji |
| #                            | Data                         | Stadion                      | Rywal                        | Wynik                        | Gol                          | Rozgrywki                    |
| 1994                         | 1994                         | 1994                         | 1994                         | 1994                         | 1994                         | 1994                         |
| ---------------------------- | ---------------------------- | ---------------------------- | ---------------------------- | ---------------------------- | ---------------------------- | ---------------------------- |
| 1.                           | 15.01.1994                   | Tempe, Stany Zjednoczone     | Stany Zjednoczone            | 1:2                          | 0                            | towarzyski                   |
| 2.                           | 19.01.1994                   | San Diego, Stany Zjednoczone | Kostaryka                    | 0:0                          | 0                            | towarzyski                   |
| 3.                           | 09.03.1994                   | Cardiff, Walia               | Walia                        | 3:1                          | 0                            | towarzyski                   |
| 4.                           | 07.09.1994                   | Oslo, Norwegia               | Białoruś                     | 1:0                          | 1                            | el. ME 1996                  |
| 5.                           | 12.10.1994                   | Oslo, Norwegia               | Holandia                     | 1:1                          | 0                            | el. ME 1996                  |